# Skrjabinus
Skrjabinus (benannt nach dem russischen Parasitologen Konstantin Iwanowitsch Skrjabin) ist eine Gattung der Saugwürmer. Sie sind Parasiten der Gallenblase bei europäischen und asiatischen Sperlingsvögeln, gelegentlich auch bei Kranich- und Hühnervögeln in Asien.

## Merkmale
Der Körper ist lanzettförmig und weist ein spitzes Hinterende auf. Die Körperhülle (Tegument) ist ohne Dornen. Die beiden Saugnäpfe liegen eng benachbart im vorderen Körperdrittel. Der länglich-ovale Mundsaugnapf liegt subterminal. Der Bauchsaugnapf ist linsenförmig, selten breitoval und ist deutlich breiter als der Mundsaugnapf. Der Pharynx (Mundraum) ist gut entwickelt und liegt auf Höhe des Mundsaugnapfs oder dicht dahinter. Der Ösophagus ist sehr kurz. Die Darmgabel liegt dadurch dicht hinter dem Pharynx. Die beiden Blinddärme sind relativ englumig, ziehen entlang der Körperränder bis nahe dem spitzen Körperende.
Die beiden, relativ kleinen ovalen Hoden liegen seitlich auf Höhe des Bauchsaugnapfs oder dicht dahinter. Der Cirrus ist glatt und kurz. Der Cirrus-Sack ist längsoval und verläuft zwischen Darmgabel und Pharynx, wo er sich in der Genitalpore (Geschlechtsöffnung) nach außen öffnet. Das Ovar (Eierstock) liegt seitlich, in großem Abstand von den Hoden, am Ende des zweiten Körperdrittels. Der Uterus bildet zahlreiche Schlingen und nimmt einen großen Teil des Körpers ein. Die Dotterstöcke (Vitellinaria) bestehen aus zwei langen Bändern kleiner Follikel, die vom Hinterrand der Hoden bis zum dritten Viertel des Körpers reichen.

## Arten
Zur Gattung gehören folgende Arten:
- Skrjabinus delectans (Braun, 1901)
- Skrjabinus gvozdevi Panin, 1977; nach Sitko Syn. für Zonorchis petiolatus[3]
- Skrjabinus lanciformis Oshmarin in Skrjabin & Evramova, 1952
- Skrjabinus petrowi Ajupov, 1951
- Skrjabinus skrjabini (Isaitschikov, 1920) Shtrom, 1940

Einige vormals in die Gattung eingruppierte Arten (S. aenigma, S. biliosus, S. kalmikensis, S. lanceatus, S. latus, S. popovi, S. rarus und S. similis) sind mittlerweile in die Gattung Conspicuum überführt, Skrjabinus muris zu Platynosomum muris.